# Duché de Luxembourg (France)
Pour les articles homonymes, voir Duché de Luxembourg.
1684–1697
Entités précédentes :
- duché de Luxembourg

Entités suivantes :
- Royaume d'Espagne

Le duché de Luxembourg est de 1684 à 1697 un duché rattaché à la monarchie française.

## Traité des Pyrénées
En 1659 afin de mettre fin au conflit franco-espagnol dans le cadre de la guerre de trente ans, le traité des Pyrénées démembre toute la partie méridionale du duché dont Thionville et Montmédy au profit de la France.

## Siège de la ville (1684)
En 1684 le maréchal de Vauban, mènera le siège de la forteresse de Luxembourg qui sera annexée puis fortifiée par le chef de guerre. 

## Traité de Rijswick
En 1686, les souverains inquiets par le potentiel militaire que le duché conférait à la France s'unirent au sein de la ligue de la Ligue d'Augsbourg afin de combattre la France à travers la guerre de la ligue d'Augsbourg qui débuta en 1688.
Le traité de Rijswick mit fin à celle-ci en 1697 aux prix de l'abandon du Luxembourg aux Habsbourg d'Espagne.